# 道東林道

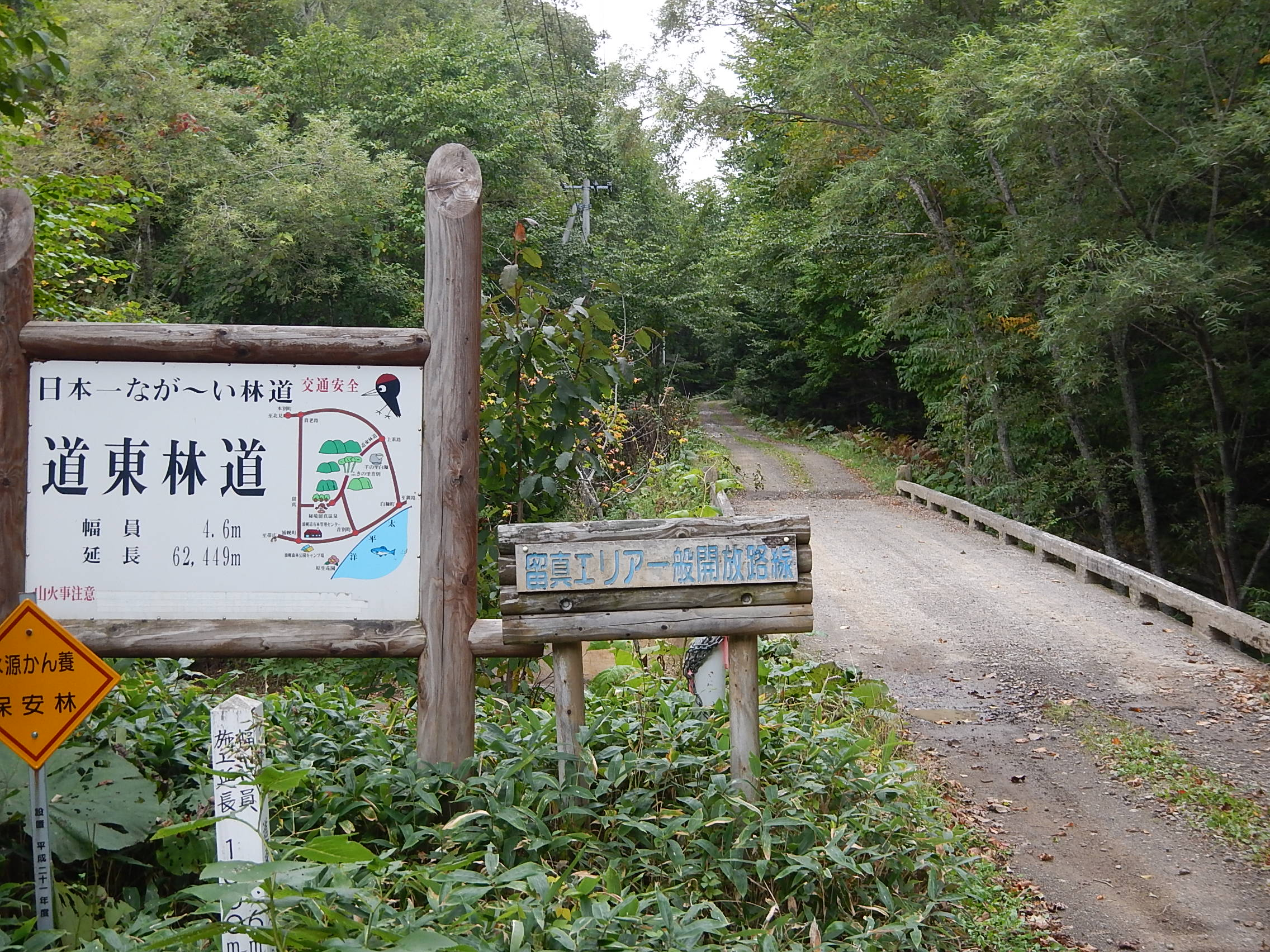
浦幌町側の起点（2013年9月）

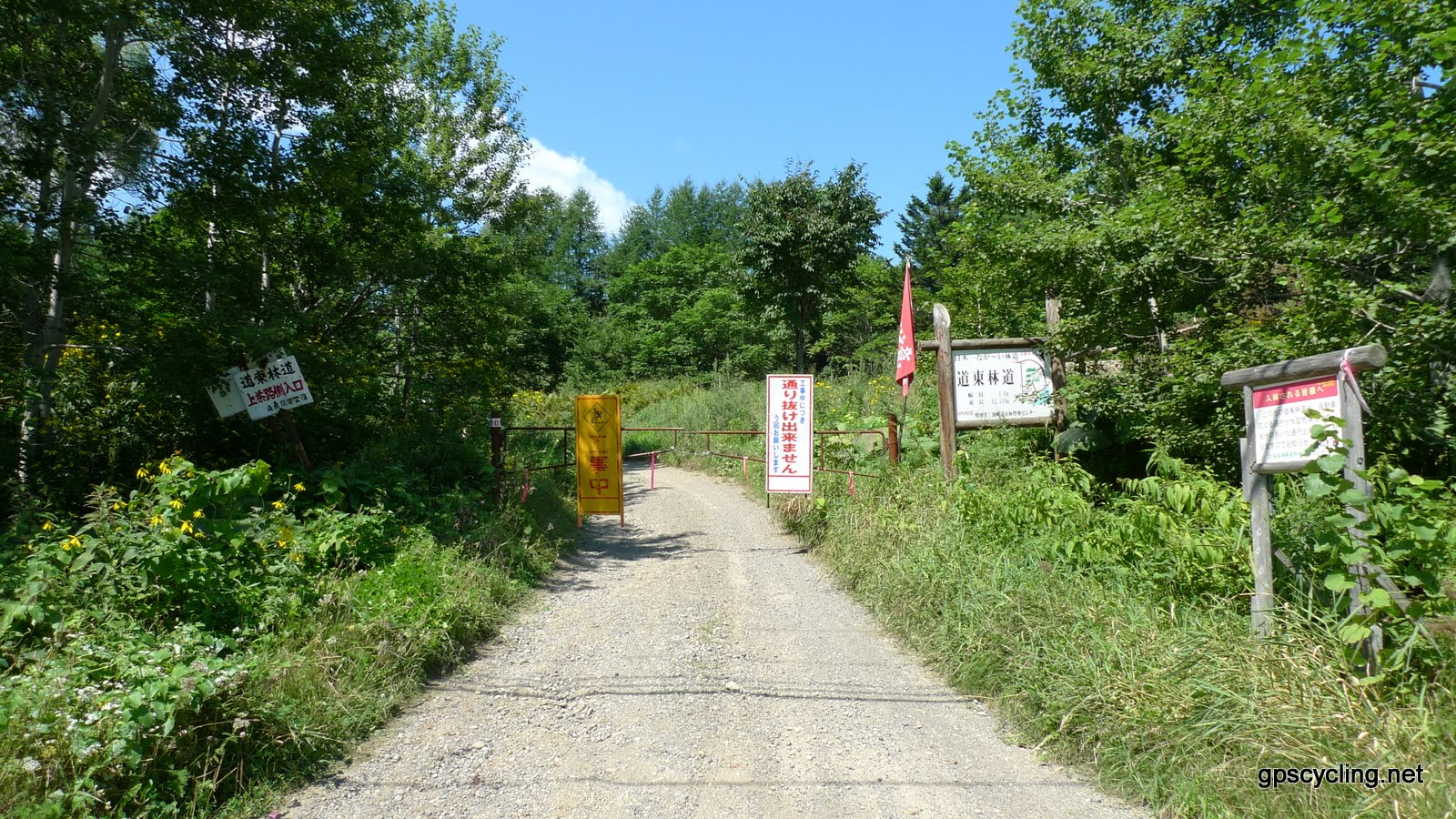
白糠町側（2010年8月）

道東林道（どうとうりんどう）は、道東大規模林道とも呼称され、北海道十勝総合振興局浦幌町留真から釧路総合振興局白糠町上茶路までを結ぶ林道であり、オフロードライダーの間では「道東スーパー林道」とも呼称される。北海道浦幌道有林管理センターが管理する。
総延長62.4km、幅員 4.2mであり、国内では四国の剣山スーパー林道に次ぐ総延長である。浦幌町からは留真川を、白糠町からはシュウトナイ川を遡り白糠丘陵を横断し、網の目のように張り巡らされる支線や複数のゲートが存在するため相応の準備と読図力が要求される。
2013年現在では林道の崩落および廃道化と、道東自動車道延伸に伴う工事車輌通行優先のため通行禁止の措置が取られている。

## 接続路線
- 北海道道947号留真線（浦幌町側）
- 国道392号（白糠町側）